# Veronika Šarec
Veronika Šarec (Lubiana, 8 maggio 1968) è un'ex sciatrice alpina slovena.
Prima della dissoluzione della Jugoslavia (1991) gareggiò per la nazionale jugoslava.

## Biografia
Specialista delle prove tecniche, Veronika Šarec ottenne i primi risultati di rilievo in carriera ai Mondiali juniores di Sugarloaf 1984, vincendo due medaglie di bronzo (in slalom gigante e in slalom speciale). Esordì ai Giochi olimpici invernali a Sarajevo 1984, classificandosi 20ª nello slalom gigante, mentre in Coppa del Mondo ottenne il primo piazzamento il 5 gennaio 1985 sulle nevi di casa di Maribor, giungendo 10ª in slalom speciale, e salì per la prima volta sul podio il 19 dicembre 1987 a Piancavallo, classificandosi 3ª nella medesima specialità dietro alla tedesca occidentale Christa Kinshofer e alla francese Patricia Chauvet; ai successivi XV Giochi olimpici invernali di Calgary 1988 fu 27ª nel supergigante e non concluse lo slalom gigante e lo slalom speciale.
In Coppa del Mondo il 14 gennaio 1990 a Haus conquistò, in slalom speciale, l'unica vittoria e il 13 gennaio dell'anno seguente a Kranjska Gora l'ultimo podio, 3ª sempre in slalom speciale alle spalle delle austriache Petra Kronberger e Ingrid Salvenmoser; convocata per i successivi Mondiali di Saalbach-Hinterglemm 1991, onorò la partecipazione classificandosi 4ª nello slalom gigante. Ai XVI Giochi olimpici invernali di Albertville 1992, sua ultima presenza olimpica, non concluse lo slalom speciale e il 21 marzo dello stesso anno ottenne l'ultimo piazzamento in Coppa del Mondo, chiudendo 24ª in slalom gigante a Crans-Montana. Si congedò definitivamente dal Circo bianco disputando uno slalom gigante FIS ad Alyeska il 10 febbraio 1996.

## Palmarès

### Mondiali juniores
- 2 medaglie:
  - 2 bronzi (slalom gigante, slalom speciale a Sugarloaf 1984)

### Coppa del Mondo
- Miglior piazzamento in classifica generale:  17ª nel 1989
- 7 podi (tutti in slalom speciale):
  - 1 vittoria
  - 2 secondi posti
  - 4 terzi posti

#### Coppa del Mondo - vittorie
| Data            | Località | Paese   | Specialità |
| --------------- | -------- | ------- | ---------- |
| 14 gennaio 1990 | Haus     | Austria | SL         |

Legenda:

SL = slalom speciale

### Campionati jugoslavi
- 2 medaglie (dati parziali)[1]:
  - 2 ori (discesa libera nel 1985; slalom speciale nel 1986)